# Prvenstvo Nezavisne Države Hrvatske u nogometu 1942
Il Prvenstvo Nezavisne Države Hrvatske u nogometu 1942. (in lingua italiana Campionato di calcio dello Stato indipendente di Croazia 1942), detto anche Natjecanje u hrvatskom državnom razredu (Competizione della classe statale croata), fu la terza edizione di un torneo di sole squadre croate, la seconda dello Stato indipendente di Croazia.

## Formula
Dopo il cambio in corsa del format del campionato precedente, la nuova stagione iniziò a fine aprile con 16 squadre partecipanti divise in quattro gironi eliminatori.

Le vincitrici dei quattro gironi passarono in semifinale, e da qui le due finaliste che si contesero il titolo.

## Squadre partecipanti
| Squadra              | Sede       | Stagione 1941 | Stagione 1941 |
| Squadra              | Sede       | Pos.          | Divisione     |
| -------------------- | ---------- | ------------- | ------------- |
| 1.HŠK Građanski      | Zagabria   | 1º            | Prvenstvo NDH |
| HŠK Concordia        | Zagabria   | 2º            | Prvenstvo NDH |
| HŠK Željezničar      | Zagabria   | 3º            | Prvenstvo NDH |
| HŠK Zrinjski         | Mostar     | 4º            | Prvenstvo NDH |
| HAŠK                 | Zagabria   | 5º            | Prvenstvo NDH |
| HRŠK Zagorac         | Varaždin   | 6º            | Prvenstvo NDH |
| HŠK Hajduk           | Osijek     | 7º            | Prvenstvo NDH |
| DSV Victoria         | Zemun      | 8º            | Prvenstvo NDH |
| SAŠK                 | Sarajevo   | 9º            | Prvenstvo NDH |
| HŠK Građanski Osijek | Osijek     | ?             | ?             |
| HŠK Radnik Osijek    | Osijek     | ?             | ?             |
| HŠK Bata             | Borovo     | ?             | ?             |
| HBŠK Banja Luka      | Banja Luka | ?             | ?             |
| HŠK Hrvoje           | Banja Luka | ?             | ?             |
| HŠK Građanski Zemun  | Zemun      | ?             | ?             |
| HŠK Gjerzelez        | Sarajevo   | ?             | ?             |

## Primo turno

### Girone A
|  | Pos. | Squadra                  | Pt | G | V | N | P | GF | GS | QR    |
|  | ---- | ------------------------ | -- | - | - | - | - | -- | -- | ----- |
|  | 1.   | 1.HŠK Građanski Zagabria | 8  | 4 | 4 | 0 | 0 | 19 | 4  | 4,750 |
|  | 2.   | HŠK Bata Borovo          | 4  | 4 | 2 | 0 | 2 | 7  | 12 | 0,583 |
|  | 3.   | HŠK Željezničar Zagabria | 0  | 4 | 0 | 0 | 4 | 3  | 13 | 0,230 |

|                      | Gra  | Bat  | Žel  |
| -------------------- | ---- | ---- | ---- |
| Građanski Zagabria   | –––– | 5-1  | 3-0  |
| Bata Borovo          | 1-6  | –––– | 3-0  |
| Željezničar Zagabria | 2-5  | 1-2  | –––– |

### Girone B
|  | Pos. | Squadra                | Pt | G | V | N | P | GF | GS | QR    |
|  | ---- | ---------------------- | -- | - | - | - | - | -- | -- | ----- |
|  | 1.   | HŠK Concordia Zagabria | 5  | 4 | 2 | 1 | 1 | 7  | 5  | 1,400 |
|  | 2.   | HAŠK Zagabria          | 4  | 4 | 1 | 2 | 1 | 7  | 5  | 1,400 |
|  | 3.   | HRŠK Zagorac Varaždin  | 3  | 4 | 1 | 1 | 2 | 5  | 9  | 0,555 |

|                    | Con  | HAŠ  | Zag  |
| ------------------ | ---- | ---- | ---- |
| Concordia Zagabria | –––– | 1-0  | 3-1  |
| HAŠK Zagabria      | 2-2  | –––– | 4-1  |
| Zagorac Varaždin   | 2-1  | 1-1  | –––– |

### Girone C
|  | Pos. | Squadra              | Pt | G | V | N | P | GF | GS | QR    |
|  | ---- | -------------------- | -- | - | - | - | - | -- | -- | ----- |
|  | 1.   | HŠK Hajduk Osijek    | 13 | 8 | 6 | 1 | 1 | 19 | 5  | 3,800 |
|  | 2.   | HŠK Građanski Osijek | 11 | 8 | 4 | 3 | 1 | 15 | 8  | 1,875 |
|  | 3.   | HŠK Radnik Osijek    | 10 | 8 | 4 | 2 | 2 | 14 | 10 | 1,400 |
|  | 4.   | HŠK Građanski Zemun  | 4  | 8 | 1 | 2 | 5 | 8  | 14 | 0,571 |
|  | 5.   | DSV Victoria Zemun   | 2  | 8 | 1 | 0 | 7 | 3  | 22 | 0,136 |

|                  | Haj  | G.O  | Rad  | G.Z  | Vic  |
| ---------------- | ---- | ---- | ---- | ---- | ---- |
| Hajduk Osijek    | –––– | 0-2  | 4-0  | 2-1  | 3-0  |
| Građanski Osijek | 1-1  | –––– | 1-4  | 1-1  | 3-0  |
| Radnik Osijek    | 1-3  | 1-1  | –––– | 2-1  | 3-0  |
| Građanski Zemun  | 0-3  | 1-3  | 0-0  | –––– | 3-0  |
| Victoria Zemun   | 0-3  | 0-3  | 0-3  | 3-1  | –––– |

### Girone D
|  | Pos. | Squadra                | Pt | G | V | N | P | GF | GS | QR    |
|  | ---- | ---------------------- | -- | - | - | - | - | -- | -- | ----- |
|  | 1.   | SAŠK Sarajevo          | 11 | 8 | 6 | 1 | 1 | 24 | 8  | 3,000 |
|  | 2.   | HŠK Zrinjski Mostar    | 10 | 8 | 4 | 2 | 2 | 14 | 9  | 1,555 |
|  | 3.   | HŠK Hrvoje Banja Luka  | 8  | 8 | 3 | 2 | 3 | 11 | 10 | 1,100 |
|  | 4.   | HŠK Gjerzelez Sarajevo | 6  | 8 | 1 | 4 | 3 | 6  | 10 | 0,600 |
|  | 5.   | HBŠK Banja Luka        | 3  | 8 | 0 | 3 | 5 | 4  | 22 | 0,181 |

|                    | SAŠ  | Zri  | Hrv  | Gje  | HBŠ  |
| ------------------ | ---- | ---- | ---- | ---- | ---- |
| SAŠK               | –––– | 3-2  | 3-1  | 3-1  | 7-0  |
| Zrinjski Mostar    | 1-2  | –––– | 2-0  | 2-0  | 3-1  |
| Hrvoje Banja Luka  | 2-0  | 1-2  | –––– | 2-0  | 3-1  |
| Gjerzelez Sarajevo | 1-1  | 1-1  | 1-1  | –––– | 2-0  |
| HBŠK Banja Luka    | 0-5  | 1-1  | 1-1  | 0-0  | –––– |

## Semifinali
Nella pagina povijestdinama.com i risultati della semifinale Građanski–Hajduk sono riportati come 4–1 e 2–3.
| Squadra 1          | Totale | Squadra 2     | Andata     | Ritorno    |
| ------------------ | ------ | ------------- | ---------- | ---------- |
|                    |        |               | 02.08.1942 | 09.08.1942 |
| Concordia Zagabria | 11 – 2 | SAŠK          | 2 – 1      | 9 – 1      |
| Građanski Zagabria | 6 – 4  | Hajduk Osijek | 5 – 1      | 1 – 3      |

## Finale
| Squadra 1          | Totale | Squadra 2          | Andata     | Ritorno    |
| ------------------ | ------ | ------------------ | ---------- | ---------- |
|                    |        |                    | 30.08.1942 | 13.09.1942 |
| Concordia Zagabria | 7 – 5  | Građanski Zagabria | 6 – 2      | 1 – 3      |

## Squadra campione
Concordia Zagreb (Allenatore: Bogdan Cuvaj)

Zvonko Monsider
Toni Kramer
Branko Pavisa
Krešimir Pukšec
Slavko Pavletic
Zvonko Jazbec
Slavko Beda
Vinko Golob
Karlo Muradori
Slavko Kodrnja
Viktor Ajbek